# 西門子ACS-64型電力機車
ACS-64型“城市短跑手”电力机车，是美国国家铁路客运公司（Amtrak）使用的一种高速客运电力机车，也是“欧洲短跑手”（EuroSprinter）系列电力机车之一，由德国西门子交通集团设计制造。
2010年10月，美国国家铁路客运公司向西门子交通集团签订了70台ACS-64型客运电力机车的采购合同，总价值为4.66亿美元，这也是西门子交通集团首次获得来自美国市场的電力机车订单。根据合同规定，这批電力机车计划从2013年开始交付，整个交付期将持续6年；同时为符合美国联邦政府订定的《路面交通补助法案》（STAA）第165节《购买美国产品法》（Buy American，“买美国货”）要求，机车由西门子公司在美国加利福尼亚州沙加緬度的工厂进行组装，其中牵引电气设备由位於佐治亚州诺克罗斯和阿尔法利塔的西门子工厂制造。
ACS-64型电力机车是在西门子“EuroSprinter”和“Vectron”平台上开发研制的高速客运电力机车，适用于供电制式为12千伏25赫兹、12.5千伏60赫兹和25千伏60赫兹单相交流电的电气化铁路。机车采用水冷IGBT牵引变流器、鼠笼式三相异步牵引电动机、“SIBAS 32”微机控制系统，并可以实行再生制动。ACS-64型电力机车符合美国联邦铁路管理局最新的安全标准和抗撞性标准，采用了带防撞压损区的加强型车体，防撞压损区的作用是一旦发生碰撞事故时用来吸收能量和使其以一种受控方式变形，司机室被安置在一个安全壳体里以保护司机免受伤害。